# Trnavá Hora
Trnavá Hora – wieś (obec) na Słowacji położona w kraju bańskobystrzyckim, w powiecie Żar nad Hronem. Pierwsze wzmianki o miejscowości pochodzą z roku 1388. 
Według danych z dnia 31 grudnia 2012, wieś zamieszkiwało 1196 osób, w tym 608 kobiet i 588 mężczyzn.
W 2001 roku rozkład populacji względem narodowości i przynależności etnicznej wyglądał następująco:
- Słowacy – 96,01%
- Czesi – 0,44%
- Romowie – 0,53%
- Węgrzy – 0,09%

Ze względu na wyznawaną religię struktura mieszkańców kształtowała się w 2001 roku następująco:
- Katolicy rzymscy – 83,5%
- Ewangelicy – 2,04%
- Husyci – 0,09%
- Ateiści – 8,43%
- Nie podano – 5,32%